# Llista de platges d'Eivissa
Llista de platges de l'illa d'Evissa segons el catàleg de platges de la Direcció General d'Emergències de la Conselleria d'Interior del Govern de les Illes Balears, amb la col·laboració de la Conselleria de Turisme i tots els ajuntaments.
Les platges estan ordenades seguint el litoral en sentit horari a partir del municipi d'Eivissa. S'indica amb una icona les platges amb el distintiu de Bandera Blava en la temporada del 2014.
| Nom                                                                                    | Sòl i entorn                                      | Longitud x amplada (m) | Localització                                                                                     | Codi        | Imatge |
| -------------------------------------------------------------------------------------- | ------------------------------------------------- | ---------------------- | ------------------------------------------------------------------------------------------------ | ----------- | --- |
| Cala Talamanca                                                                         | Arena, urbà                                       | 900 x 30               | Eivissa C. Talamanca 38° 55′ 02″ N, 1° 27′ 20″ E / 38.91728°N,1.45545°E                          | PL-IB-80001 | {{ca\|Cala Talamanca (Eivissa)}} · {{WLE-AD-ES\|PL-IB-80001}} · {{Object location dec\|38.91728\|1.45545\|region:ES-IB_type:landmark_dim:1000_source:cawiki}} · [[Categoria:Platja de Talamanca]]                                   |
| Ses Figueretes                                                                         | Arena, urbà                                       | 450 x 25               | Eivissa Pg. de ses Pitiüses 38° 54′ 15″ N, 1° 25′ 19″ E / 38.90409°N,1.42203°E                   | PL-IB-80002 | {{ca\|Ses Figueretes (Eivissa)}} · {{WLE-AD-ES\|PL-IB-80002}} · {{Object location dec\|38.90409\|1.42203\|region:ES-IB_type:landmark_dim:500_source:cawiki}} · [[Categoria:Figueretes]]                                             |
| Platja d'en Bossa                                                                      | Arena fina, urbà                                  | 2.700 x 50             | Sant Josep de sa Talaia i Eivissa 38° 53′ 11″ N, 1° 24′ 26″ E / 38.88642°N,1.40731°E             | PL-IB-83001 | {{ca\|Platja d'en Bossa (Eivissa i Sant Josep de sa Talaia)}} · {{WLE-AD-ES\|PL-IB-83001}} · {{Object location dec\|38.88642\|1.40731\|region:ES-IB_type:landmark_dim:2700_source:cawiki}} · [[Categoria:Platja d'en Bossa]]        |
| Platja des Cavallet                                                                    | Arena fina, natural protegit                      | 1.160 x 33             | Sant Josep de sa Talaia 38° 50′ 39″ N, 1° 24′ 09″ E / 38.84404°N,1.40258°E                       | PL-IB-83002 | {{ca\|Platja des Cavallet (Sant Josep de sa Talaia)}} · {{WLE-AD-ES\|PL-IB-83002}} · {{Object location dec\|38.84404\|1.40258\|region:ES-IB_type:landmark_dim:1160_source:cawiki}} · [[Categoria:Platja des Cavallet]]              |
| Platja de Migjorn o platja de ses Salines                                              | Arena fina, natural protegit                      | 780 x 25               | Sant Josep de sa Talaia 38° 50′ 31″ N, 1° 23′ 21″ E / 38.84196°N,1.38916°E                       | PL-IB-83003 | {{ca\|Platja de ses Salines (Sant Josep de sa Talaia)}} · {{WLE-AD-ES\|PL-IB-83003}} · {{Object location dec\|38.84196\|1.38916\|region:ES-IB_type:landmark_dim:900_source:cawiki}} · [[Categoria:Platja de ses Salines d'Eivissa]] |
| Platja des Codolar, sa Caleta i es Bol Nou                                             | Còdols, natural                                   | 3.160 x 54             | Sant Josep de sa Talaia 38° 51′ 46″ N, 1° 21′ 30″ E / 38.86286°N,1.358415°E                      | PL-IB-83004 | {{ca\|Platja des Codolar (Sant Josep de sa Talaia)}} · {{WLE-AD-ES\|PL-IB-83004}} · {{Object location dec\|38.86286\|1.358415\|region:ES-IB_type:landmark_dim:3000_source:cawiki}} · [[Categoria:Platja des Codolar]]               |
| Cala Jondal, o es Jondal                                                               | Còdols i roques, natural                          | 480 x 43               | Sant Josep de sa Talaia 38° 52′ 04″ N, 1° 19′ 01″ E / 38.86764°N,1.31682°E                       | PL-IB-83005 | {{ca\|Cala Jondal (Sant Josep de sa Talaia)}} · {{WLE-AD-ES\|PL-IB-83005}} · {{Object location dec\|38.86764\|1.31682\|region:ES-IB_type:landmark_dim:700_source:cawiki}} · [[Categoria:Cala Jondal]]                               |
| Es Xarco o es Xarcu                                                                    | Arena fina, natural                               | 450 x 11               | Sant Josep de sa Talaia 38° 52′ 06″ N, 1° 18′ 36″ E / 38.868345°N,1.310076°E                     | PL-IB-83006 | {{ca\|Es Xarco (Sant Josep de sa Talaia)}} · {{WLE-AD-ES\|PL-IB-83006}} · {{Object location dec\|38.868345\|1.310076\|region:ES-IB_type:landmark_dim:600_source:cawiki}} · [[Categoria:Beaches of Ibiza]]                           |
| Es Torrent                                                                             | Arena, natural                                    | 50 x 20                | Sant Josep de sa Talaia 38° 52′ 30″ N, 1° 17′ 56″ E / 38.87490°N,1.29890°E                       | PL-IB-83007 | {{ca\|Es Torrent (Sant Josep de sa Talaia)}} · {{WLE-AD-ES\|PL-IB-83007}} · {{Object location dec\|38.87490\|1.29890\|region:ES-IB_type:landmark_dim:80_source:cawiki}} · [[Categoria:Beaches of Ibiza]]                            |
| Cala des Cubells: platja des Cubells, platgeta de s'Ullastre i platja de ses Boques    | Còdols i graves, natural                          | 720 x 80               | Sant Josep de sa Talaia 38° 52′ 41″ N, 1° 16′ 04″ E / 38.87817°N,1.26783°E                       | PL-IB-83008 | {{ca\|Cala des Cubells (Sant Josep de sa Talaia)}} · {{WLE-AD-ES\|PL-IB-83008}} · {{Object location dec\|38.87817\|1.26783\|region:ES-IB_type:landmark_dim:1000_source:cawiki}} · [[Categoria:Beaches of Ibiza]]                    |
| Caló d'Hort o Cala d'Hort                                                              | Arena de gra mig, natural                         | 200 x 30               | Sant Josep de sa Talaia 38° 53′ 25″ N, 1° 13′ 27″ E / 38.89026°N,1.22429°E                       | PL-IB-83009 | {{ca\|Caló d'Hort (Sant Josep de sa Talaia)}} · {{WLE-AD-ES\|PL-IB-83009}} · {{Object location dec\|38.89026\|1.22429\|region:ES-IB_type:landmark_dim:400_source:cawiki}} · [[Categoria:Cala d'Hort]]                               |
| Cala Carbó                                                                             | Arena, natural                                    | 60 x 45                | Sant Josep de sa Talaia 38° 53′ 42″ N, 1° 13′ 05″ E / 38.89487°N,1.21817°E                       | PL-IB-83010 | {{ca\|Cala Carbó (Sant Josep de sa Talaia)}} · {{WLE-AD-ES\|PL-IB-83010}} · {{Object location dec\|38.89487\|1.21817\|region:ES-IB_type:landmark_dim:200_source:cawiki}} · [[Categoria:Beaches of Ibiza]]                           |
| Cala Vedella                                                                           | Arena de gra fi, natural i residencial            | 200 x 45               | Sant Josep de sa Talaia 38° 54′ 49″ N, 1° 13′ 27″ E / 38.91348°N,1.22415°E                       | PL-IB-83011 | {{ca\|Cala Vedella (Sant Josep de sa Talaia)}} · {{WLE-AD-ES\|PL-IB-83011}} · {{Object location dec\|38.91348\|1.22415\|region:ES-IB_type:landmark_dim:400_source:cawiki}} · [[Categoria:Cala Vedella]]                             |
| Cala Molí                                                                              | Arena gruixuda, natural i residencial             | 100 x 50               | Sant Josep de sa Talaia 38° 55′ 48″ N, 1° 13′ 59″ E / 38.93007°N,1.23314°E                       | PL-IB-83012 | {{ca\|Cala Molí (Sant Josep de sa Talaia)}} · {{WLE-AD-ES\|PL-IB-83012}} · {{Object location dec\|38.93007\|1.23314\|region:ES-IB_type:landmark_dim:200_source:cawiki}} · [[Categoria:Beaches of Ibiza]]                            |
| Cala Tarida                                                                            | Arena fina, residencial                           | 31 x 40                | Sant Josep de sa Talaia 38° 56′ 24″ N, 1° 14′ 09″ E / 38.93988°N,1.23593°E                       | PL-IB-83013 | {{ca\|Cala Tarida (Sant Josep de sa Talaia)}} · {{WLE-AD-ES\|PL-IB-83013}} · {{Object location dec\|38.93988\|1.23593\|region:ES-IB_type:landmark_dim:300_source:cawiki}} · [[Categoria:Cala Tarida]]                               |
| Cala Codolar                                                                           | Arena natural de gra mitjà, residencial           | 80 x 20                | Sant Josep de sa Talaia 38° 57′ 01″ N, 1° 13′ 40″ E / 38.950213°N,1.227754°E                     | PL-IB-83014 | {{ca\|Cala Codolar (Sant Josep de sa Talaia)}} · {{WLE-AD-ES\|PL-IB-83014}} · {{Object location dec\|38.950213\|1.227754\|region:ES-IB_type:landmark_dim:120_source:cawiki}} · [[Categoria:Beaches of Ibiza]]                       |
| Platges de Comte, o Cala Comte: Racó d'en Xic, platja de Ponent i platja de Tramuntana | Arena fina natural i plataformes rocoses, natural | 120 x 22               | Sant Josep de sa Talaia 38° 57′ 46″ N, 1° 13′ 13″ E / 38.96278°N,1.22020°E                       | PL-IB-83015 | {{ca\|Platges de Comte (Sant Josep de sa Talaia)}} · {{WLE-AD-ES\|PL-IB-83015}} · {{Object location dec\|38.96278\|1.22020\|region:ES-IB_type:landmark_dim:250_source:cawiki}} · [[Categoria:Platges de Comte]]                     |
| Cala Bassa o platja de la Bassa                                                        | Arena, natural                                    | 220 x 24               | Sant Josep de sa Talaia 38° 58′ 04″ N, 1° 14′ 23″ E / 38.96778°N,1.23972°E                       | PL-IB-83016 | {{ca\|Cala Bassa (Sant Josep de sa Talaia)}} · {{WLE-AD-ES\|PL-IB-83016}} · {{Object location dec\|38.96778\|1.23972\|region:ES-IB_type:landmark_dim:300_source:cawiki}} · [[Categoria:Cala Bassa]]                                 |
| Es Port, Port des Torrent o Cala des Torrent                                           | Arena fina, residencial                           | 110 x 60               | Sant Josep de sa Talaia 38° 58′ 00″ N, 1° 16′ 07″ E / 38.96660°N,1.26849°E                       | PL-IB-83017 | {{ca\|Port des Torrent (Sant Josep de sa Talaia)}} · {{WLE-AD-ES\|PL-IB-83017}} · {{Object location dec\|38.96660\|1.26849\|region:ES-IB_type:landmark_dim:560_source:cawiki}} · [[Categoria:Port des Torrent]]                     |
| Platja d'en Xinxó o Cala de Bou                                                        | Arena, semiurbà                                   | 170 x 15               | Sant Josep de sa Talaia 38° 58′ 17″ N, 1° 17′ 12″ E / 38.97147°N,1.28653°E                       | PL-IB-83020 | {{ca\|Platja d'en Xinxó (Sant Josep de sa Talaia)}} · {{WLE-AD-ES\|PL-IB-83020}} · {{Object location dec\|38.97147\|1.28653\|region:ES-IB_type:landmark_dim:340_source:cawiki}} · [[Categoria:Beaches of Ibiza]]                    |
| Punta Pinet o Pinet Platja                                                             | Arena, semiurbà                                   | 80 x 20                | Sant Josep de sa Talaia 38° 58′ 15″ N, 1° 17′ 33″ E / 38.9708979°N,1.2925725999999713°E          | PL-IB-83018 | {{ca\|Punta Pinet (Sant Josep de sa Talaia)}} · {{WLE-AD-ES\|PL-IB-83018}} · {{Object location dec\|38.9708979\|1.2925725999999713\|region:ES-IB_type:landmark_source:cawiki}} · [[Categoria:Beaches of Ibiza]]                     |
| Caló des Serral o Caló d'en Serral                                                     | Arena, semiurbà                                   | 50 x 8                 | Sant Josep de sa Talaia 38° 58′ 06″ N, 1° 17′ 46″ E / 38.96840°N,1.29618°E                       | PL-IB-83019 | {{ca\|Caló des Serral (Sant Josep de sa Talaia)}} · {{WLE-AD-ES\|PL-IB-83019}} · {{Object location dec\|38.96840\|1.29618\|region:ES-IB_type:landmark_dim:140_source:cawiki}} · [[Categoria:Beaches of Ibiza]]                      |
| Platja de s'Estanyol                                                                   | Arena, semiurbà                                   | 40 x 49                | Sant Josep de sa Talaia 38° 58′ 05″ N, 1° 18′ 00″ E / 38.96815°N,1.30004°E                       | PL-IB-83021 | {{ca\|Platja de s'Estanyol (Sant Josep de sa Talaia)}} · {{WLE-AD-ES\|PL-IB-83021}} · {{Object location dec\|38.96815\|1.30004\|region:ES-IB_type:landmark_dim:270_source:cawiki}} · [[Categoria:Beaches of Ibiza]]                 |
| Platja des Pueto o platja des Pouet                                                    | Arena fina, urbà                                  | 130 x 30               | Sant Antoni de Portmany 38° 58′ 12″ N, 1° 18′ 13″ E / 38.96990°N,1.30362°E                       | PL-IB-82001 | {{ca\|Platja des Pouet (Sant Antoni de Portmany)}} · {{WLE-AD-ES\|PL-IB-82001}} · {{Object location dec\|38.96990\|1.30362\|region:ES-IB_type:landmark_dim:250_source:cawiki}} · [[Categoria:Beaches of Ibiza]]                     |
| Platja des Reguero, platja de Sant Antoni o s'Arenal                                   | Arena fina, urbà                                  | 1.500 x 50             | Sant Antoni de Portmany 38° 58′ 32″ N, 1° 18′ 28″ E / 38.97568°N,1.30765°E                       | PL-IB-82002 | {{ca\|Platja des Reguero (Sant Antoni de Portmany)}} · {{WLE-AD-ES\|PL-IB-82002}} · {{Object location dec\|38.97568\|1.30765\|region:ES-IB_type:landmark_dim:800_source:cawiki}} · [[Categoria:Beaches of Ibiza]]                   |
| Coves Blanques                                                                         | Roques, urbà                                      | 500 x 20               | Sant Antoni de Portmany 38° 58′ 49″ N, 1° 17′ 46″ E / 38.98022°N,1.29609°E                       | PL-IB-82003 | {{ca\|Coves Blanques (Sant Antoni de Portmany)}} · {{WLE-AD-ES\|PL-IB-82003}} · {{Object location dec\|38.98022\|1.29609\|region:ES-IB_type:landmark_dim:600_source:cawiki}} · [[Categoria:Beaches of Ibiza]]                       |
| Caló des Moro                                                                          | Arena fina, urbà                                  | 45 x 30                | Sant Antoni de Portmany 38° 59′ 07″ N, 1° 17′ 48″ E / 38.98514°N,1.29653°E                       | PL-IB-82004 | {{ca\|Caló des Moro (Sant Antoni de Portmany)}} · {{WLE-AD-ES\|PL-IB-82004}} · {{Object location dec\|38.98514\|1.29653\|region:ES-IB_type:landmark_dim:200_source:cawiki}} · [[Categoria:Beaches of Ibiza]]                        |
| Cap Blanc                                                                              | Roques, semiurbà                                  |                        | Sant Antoni de Portmany 38° 59′ 25″ N, 1° 17′ 14″ E / 38.99018°N,1.28719°E                       | PL-IB-82005 | {{ca\|Cap Blanc (Sant Antoni de Portmany)}} · {{WLE-AD-ES\|PL-IB-82005}} · {{Object location dec\|38.99018\|1.28719\|region:ES-IB_type:landmark_dim:400_source:cawiki}} · [[Categoria:Beaches of Ibiza]]                            |
| Cala Gració i Cala Gracioneta                                                          | Arena fina, residencial                           | 50 x 110               | Sant Antoni de Portmany 38° 59′ 31″ N, 1° 17′ 25″ E / 38.99204°N,1.29037°E                       | PL-IB-82006 | {{ca\|Cala Gració i Gracioneta (Sant Antoni de Portmany)}} · {{WLE-AD-ES\|PL-IB-82006}} · {{Object location dec\|38.99204\|1.29037\|region:ES-IB_type:landmark_dim:340_source:cawiki}} · [[Categoria:Beaches of Ibiza]]             |
| Punta de sa Galera o Racó de sa Galera                                                 | Lloses de pedra, natural                          | 20 x 3                 | Sant Antoni de Portmany 39° 00′ 09″ N, 1° 17′ 34″ E / 39.00257°N,1.29285°E                       | PL-IB-82007 | {{ca\|Punta de sa Galera (Sant Antoni de Portmany)}} · {{WLE-AD-ES\|PL-IB-82007}} · {{Object location dec\|39.00257\|1.29285\|region:ES-IB_type:landmark_dim:130_source:cawiki}} · [[Categoria:Beaches of Ibiza]]                   |
| Cala Salada                                                                            | Arena de gra mitjà, natural                       | 75 x 20                | Sant Antoni de Portmany 39° 00′ 35″ N, 1° 17′ 57″ E / 39.00960°N,1.29910°E                       | PL-IB-82008 | {{ca\|Cala Salada (Sant Antoni de Portmany)}} · {{WLE-AD-ES\|PL-IB-82008}} · {{Object location dec\|39.00960\|1.29910\|region:ES-IB_type:landmark_dim:280_source:cawiki}} · [[Categoria:Cala Salada]]                               |
| Cala Saladeta o s'Arena                                                                | Arena, natural                                    | 40 x 25                | Sant Antoni de Portmany 39° 00′ 41″ N, 1° 17′ 50″ E / 39.01146°N,1.29734°E                       | PL-IB-82009 | {{ca\|Cala Saladeta (Sant Antoni de Portmany)}} · {{WLE-AD-ES\|PL-IB-82009}} · {{Object location dec\|39.01146\|1.29734\|region:ES-IB_type:landmark_dim:160_source:cawiki}} · [[Categoria:Cala Salada]]                             |
| Cala d'en Sardina                                                                      | Còdols, natural protegit                          | 12 x 8                 | Sant Antoni de Portmany Santa Agnès de Corona 39° 03′ 11″ N, 1° 20′ 30″ E / 39.05292°N,1.34180°E | PL-IB-82010 | {{ca\|Cala d'en Sardina (Sant Antoni de Portmany)}} · {{WLE-AD-ES\|PL-IB-82010}} · {{Object location dec\|39.05292\|1.34180\|region:ES-IB_type:landmark_dim:250_source:cawiki}} · [[Categoria:Beaches of Ibiza]]                    |
| Cala d'Albarca o Cala d'Aubarca                                                        | Arena, natural protegit                           | 10 x 12                | Sant Antoni de Portmany Sant Mateu d'Albarca 39° 03′ 44″ N, 1° 22′ 31″ E / 39.06209°N,1.37535°E  | PL-IB-82011 | {{ca\|Cala d'Albarca (Sant Antoni de Portmany)}} · {{WLE-AD-ES\|PL-IB-82011}} · {{Object location dec\|39.06209\|1.37535\|region:ES-IB_type:landmark_dim:500_source:cawiki}} · [[Categoria:Cala d'Albarca]]                         |
| S'Illa des Bosc o es Pas de s'Illa des Bosc                                            | Còdols, graves i arena de gra mitjà, natural      | 80 x 75                | Sant Joan de Labritja Port de Sant Miquel 39° 05′ 09″ N, 1° 26′ 15″ E / 39.08591°N,1.43740°E     | PL-IB-81001 | {{ca\|S'Illa des Bosc (Sant Joan de Labritja)}} · {{WLE-AD-ES\|PL-IB-81001}} · {{Object location dec\|39.08591\|1.43740\|region:ES-IB_type:landmark_dim:100_source:cawiki}} · [[Categoria:Beaches of Ibiza]]                        |
| Cala Moltons o Cala des Moltons                                                        | Arena, natural                                    | 39 x 36                | Sant Joan de Labritja Port de Sant Miquel 39° 04′ 52″ N, 1° 26′ 16″ E / 39.08105°N,1.43769°E     | PL-IB-81003 | {{ca\|Cala Moltons (Sant Joan de Labritja)}} · {{WLE-AD-ES\|PL-IB-81003}} · {{Object location dec\|39.08105\|1.43769\|region:ES-IB_type:landmark_dim:240_source:cawiki}} · [[Categoria:Beaches of Ibiza]]                           |
| Port de Sant Miquel o Port de Balansat                                                 | Arena de gra mitjà, residencial                   | 124 x 95               | Sant Joan de Labritja 39° 04′ 48″ N, 1° 26′ 26″ E / 39.08012°N,1.44042°E                         | PL-IB-81002 | {{ca\|Port de Sant Miquel (Sant Joan de Labritja)}} · {{WLE-AD-ES\|PL-IB-81002}} · {{Object location dec\|39.08012\|1.44042\|region:ES-IB_type:landmark_dim:380_source:cawiki}} · [[Categoria:Beaches of Ibiza]]                    |
| Cala Benirràs o Port de Benirràs                                                       | Arena grossa i còdols, natural                    | 132 x 63               | Sant Joan de Labritja 39° 05′ 23″ N, 1° 27′ 14″ E / 39.08963°N,1.45386°E                         | PL-IB-81004 | {{ca\|Cala Benirràs (Sant Joan de Labritja)}} · {{WLE-AD-ES\|PL-IB-81004}} · {{Object location dec\|39.08963\|1.45386\|region:ES-IB_type:landmark_dim:400_source:cawiki}} · [[Categoria:Cala de Benirràs]]                          |
| Es Caló de s'Illa                                                                      | Còdols, natural                                   | 52 x 30                | Sant Joan de Labritja 39° 05′ 58″ N, 1° 27′ 53″ E / 39.09954°N,1.464808°E                        | PL-IB-81005 | {{ca\|Es Caló de s'Illa (Sant Joan de Labritja)}} · {{WLE-AD-ES\|PL-IB-81005}} · {{Object location dec\|39.09954\|1.464808\|region:ES-IB_type:landmark_dim:160_source:cawiki}} · [[Categoria:Beaches of Ibiza]]                     |
| Cala Xarraca                                                                           | Arena de gra gros i roques, natural               | 76 x 70                | Sant Joan de Labritja 39° 05′ 54″ N, 1° 29′ 49″ E / 39.09836°N,1.49691°E                         | PL-IB-81006 | {{ca\|Cala Xarraca (Sant Joan de Labritja)}} · {{WLE-AD-ES\|PL-IB-81006}} · {{Object location dec\|39.09836\|1.49691\|region:ES-IB_type:landmark_dim:200_source:cawiki}} · [[Categoria:Cala Xarraca]]                               |
| S'Illot d'en Renclí o s'Illot des Renclí                                               | Arena de gra gros i roques, natural               | 34 x 9                 | Sant Joan de Labritja 39° 06′ 01″ N, 1° 30′ 10″ E / 39.10019°N,1.50277°E                         | PL-IB-81007 | {{ca\|S'Illot des Renclí (Sant Joan de Labritja)}} · {{WLE-AD-ES\|PL-IB-81007}} · {{Object location dec\|39.10019\|1.50277\|region:ES-IB_type:landmark_dim:200_source:cawiki}} · [[Categoria:Beaches of Ibiza]]                     |
| Cala Xuclà o Cala des Xuclar                                                           | Arena de gra mitjà, natural                       | 34 x 47                | Sant Joan de Labritja 39° 06′ 10″ N, 1° 30′ 33″ E / 39.10266°N,1.50918°E                         | PL-IB-81008 | {{ca\|Cala Xuclà (Sant Joan de Labritja)}} · {{WLE-AD-ES\|PL-IB-81008}} · {{Object location dec\|39.10266\|1.50918\|region:ES-IB_type:landmark_dim:160_source:cawiki}} · [[Categoria:Cala Xucle]]                                   |
| Punta de sa Torre o Punta des Marés                                                    | Roques, natural                                   |                        | Sant Joan de Labritja 39° 06′ 48″ N, 1° 30′ 32″ E / 39.1133°N,1.5088°E                           | PL-IB-81009 | {{ca\|Punta de sa Torre (Sant Joan de Labritja)}} · {{WLE-AD-ES\|PL-IB-81009}} · {{Object location dec\|39.1133\|1.5088\|region:ES-IB_type:landmark_dim:520_source:cawiki}} · [[Categoria:Beaches of Ibiza]]                        |
| Cala Imatge o sa Imatge                                                                | Arena, semiurbà                                   | 32 x 18                | Sant Joan de Labritja Portinatx 39° 06′ 36″ N, 1° 30′ 42″ E / 39.11003°N,1.51173°E               | PL-IB-81011 | {{ca\|Cala Imatge (Sant Joan de Labritja)}} · {{WLE-AD-ES\|PL-IB-81011}} · {{Object location dec\|39.11003\|1.51173\|region:ES-IB_type:landmark_dim:200_source:cawiki}} · [[Categoria:Beaches of Ibiza]]                            |
| S'Arenal Petit                                                                         | Arena, urbà                                       | 76 x 70                | Sant Joan de Labritja Portinatx 39° 06′ 31″ N, 1° 30′ 55″ E / 39.10864°N,1.51523°E               | PL-IB-81012 | {{ca\|S'Arenal Petit (Sant Joan de Labritja)}} · {{WLE-AD-ES\|PL-IB-81012}} · {{Object location dec\|39.10864\|1.51523\|region:ES-IB_type:landmark_dim:200_source:cawiki}} · [[Categoria:Beaches of Ibiza]]                         |
| S'Arenal Gran o s'Arenal Gros                                                          | Arena, urbà                                       | 136 x 123              | Sant Joan de Labritja Portinatx 39° 06′ 36″ N, 1° 31′ 03″ E / 39.10997°N,1.51741°E               | PL-IB-81013 | {{ca\|S'Arenal Gran (Sant Joan de Labritja)}} · {{WLE-AD-ES\|PL-IB-81013}} · {{Object location dec\|39.10997\|1.51741\|region:ES-IB_type:landmark_dim:200_source:cawiki}} · [[Categoria:Beaches of Ibiza]]                          |
| Port de Portinatx, Cala d'es Portitxol o Caló des Marés                                | Arena, urbà                                       | 36 x 60                | Sant Joan de Labritja 39° 06′ 50″ N, 1° 31′ 14″ E / 39.11395°N,1.52065°E                         | PL-IB-81010 | {{ca\|Port de Portinatx (Sant Joan de Labritja)}} · {{WLE-AD-ES\|PL-IB-81010}} · {{Object location dec\|39.11395\|1.52065\|region:ES-IB_type:landmark_dim:320_source:cawiki}} · [[Categoria:Beaches of Ibiza]]                      |
| Caló d'en Serra o Cala d'en Serra                                                      | Arena de gra mitjà amb còdols, natural            | 50 x 24                | Sant Joan de Labritja 39° 06′ 28″ N, 1° 32′ 13″ E / 39.10766°N,1.53703°E                         | PL-IB-81014 | {{ca\|Caló d'en Serra (Sant Joan de Labritja)}} · {{WLE-AD-ES\|PL-IB-81014}} · {{Object location dec\|39.10766\|1.53703\|region:ES-IB_type:landmark_dim:240_source:cawiki}} · [[Categoria:Cala d'en Serra]]                         |
| Port de ses Caletes                                                                    | Còdols, natural                                   | 80 x 20                | Sant Joan de Labritja 39° 05′ 48″ N, 1° 33′ 11″ E / 39.09667°N,1.55307°E                         | PL-IB-81015 | {{ca\|Port de ses Caletes (Sant Joan de Labritja)}} · {{WLE-AD-ES\|PL-IB-81015}} · {{Object location dec\|39.09667\|1.55307\|region:ES-IB_type:landmark_dim:400_source:cawiki}} · [[Categoria:Beaches of Ibiza]]                    |
| Racó de sa Talaia                                                                      | Còdols, natural                                   | 45 x 22                | Sant Joan de Labritja 39° 05′ 35″ N, 1° 33′ 44″ E / 39.09307°N,1.56224°E                         | PL-IB-81016 | {{ca\|Racó de sa Talaia (Sant Joan de Labritja)}} · {{WLE-AD-ES\|PL-IB-81016}} · {{Object location dec\|39.09307\|1.56224\|region:ES-IB_type:landmark_dim:600_source:cawiki}} · [[Categoria:Beaches of Ibiza]]                      |
| Sa Penya Blanca                                                                        | Còdols, natural                                   | 50 x 20                | Sant Joan de Labritja 39° 04′ 45″ N, 1° 36′ 04″ E / 39.07918°N,1.60111°E                         | PL-IB-81017 | {{ca\|Sa Penya Blanca (Sant Joan de Labritja)}} · {{WLE-AD-ES\|PL-IB-81017}} · {{Object location dec\|39.07918\|1.60111\|region:ES-IB_type:landmark_dim:300_source:cawiki}} · [[Categoria:Beaches of Ibiza]]                        |
| Cala Sant Vicent, Cala Maians o sa Cala                                                | Arena fina, residencial                           | 370 x 23               | Sant Joan de Labritja Sant Vicent de sa Cala 39° 04′ 33″ N, 1° 35′ 32″ E / 39.07581°N,1.59234°E  | PL-IB-81018 | {{ca\|Cala Sant Vicent (Sant Joan de Labritja)}} · {{WLE-AD-ES\|PL-IB-81018}} · {{Object location dec\|39.07581\|1.59234\|region:ES-IB_type:landmark_dim:500_source:cawiki}} · [[Categoria:Cala Sant Vicent]]                       |
| Platja de s'Aigua Blanca o Aigües Blanques                                             | Arena fina, natural                               | 300 x 30               | Santa Eulària des Riu 39° 03′ 34″ N, 1° 35′ 22″ E / 39.05952°N,1.58951°E                         | PL-IB-84001 | {{ca\|Platja de s'Aigua Blanca (Santa Eulària des Riu)}} · {{WLE-AD-ES\|PL-IB-84001}} · {{Object location dec\|39.05952\|1.58951\|region:ES-IB_type:landmark_dim:600_source:cawiki}} · [[Categoria:Platja de s'Aigua Blanca]]       |
| Platja des Figueral                                                                    | Arena, semiurbà                                   | 410 x 45               | Santa Eulària des Riu 39° 03′ 12″ N, 1° 35′ 38″ E / 39.05321°N,1.59381°E                         | PL-IB-84002 | {{ca\|Platja des Figueral (Santa Eulària des Riu)}} · {{WLE-AD-ES\|PL-IB-84002}} · {{Object location dec\|39.05321\|1.59381\|region:ES-IB_type:landmark_dim:500_source:cawiki}} · [[Categoria:Beaches of Ibiza]]                    |
| Pou des Lleó o Canal d'en Martí                                                        | Arena fina i roca, natural                        | 170 x 30               | Santa Eulària des Riu 39° 02′ 05″ N, 1° 36′ 31″ E / 39.03478°N,1.60856°E                         | PL-IB-84003 | {{ca\|Pou des Lleó (Santa Eulària des Riu)}} · {{WLE-AD-ES\|PL-IB-84003}} · {{Object location dec\|39.03478\|1.60856\|region:ES-IB_type:landmark_dim:300_source:cawiki}} · [[Categoria:Platja Pou d'es Lleo]]                       |
| Cala Boix                                                                              | Arena molt fina, natural                          | 160 x 18               | Santa Eulària des Riu 39° 01′ 47″ N, 1° 36′ 23″ E / 39.02977°N,1.60644°E                         | PL-IB-84004 | {{ca\|Cala Boix (Santa Eulària des Riu)}} · {{WLE-AD-ES\|PL-IB-84004}} · {{Object location dec\|39.02977\|1.60644\|region:ES-IB_type:landmark_dim:380_source:cawiki}} · [[Categoria:Beaches of Ibiza]]                              |
| Cala Mastella                                                                          | Arena fina, natural                               | 45 x 18                | Santa Eulària des Riu 39° 01′ 29″ N, 1° 35′ 43″ E / 39.02475°N,1.59539°E                         | PL-IB-84005 | {{ca\|Cala Mastella (Santa Eulària des Riu)}} · {{WLE-AD-ES\|PL-IB-84005}} · {{Object location dec\|39.02475\|1.59539\|region:ES-IB_type:landmark_dim:200_source:cawiki}} · [[Categoria:Beaches of Ibiza]]                          |
| Cala Llenya                                                                            | Arena fina, residencial                           | 220 x 80               | Santa Eulària des Riu 39° 00′ 56″ N, 1° 35′ 05″ E / 39.01563°N,1.58476°E                         | PL-IB-84006 | {{ca\|Cala Llenya (Santa Eulària des Riu)}} · {{WLE-AD-ES\|PL-IB-84006}} · {{Object location dec\|39.01563\|1.58476\|region:ES-IB_type:landmark_dim:400_source:cawiki}} · [[Categoria:Beaches of Ibiza]]                            |
| Cala Nova                                                                              | Arena fina, natural                               | 400 x 45               | Santa Eulària des Riu 39° 00′ 32″ N, 1° 34′ 55″ E / 39.00890°N,1.58192°E                         | PL-IB-84007 | {{ca\|Cala Nova (Santa Eulària des Riu)}} · {{WLE-AD-ES\|PL-IB-84007}} · {{Object location dec\|39.00890\|1.58192\|region:ES-IB_type:landmark_dim:430_source:cawiki}} · [[Categoria:Cala Nova]]                                     |
| Es Canar                                                                               | Arena fina, urbà                                  | 370 x 40               | Santa Eulària des Riu 39° 00′ 08″ N, 1° 34′ 43″ E / 39.00219°N,1.57860°E                         | PL-IB-84008 | {{ca\|Es Canar (Santa Eulària des Riu)}} · {{WLE-AD-ES\|PL-IB-84008}} · {{Object location dec\|39.00219\|1.57860\|region:ES-IB_type:landmark_dim:350_source:cawiki}} · [[Categoria:Es Canar]]                                       |
| Cala Martina o Ca na Martina                                                           | Arena fina, residencial                           | 270 x 25               | Santa Eulària des Riu 38° 59′ 29″ N, 1° 34′ 23″ E / 38.99140°N,1.57308°E                         | PL-IB-84009 | {{ca\|Cala Martina (Santa Eulària des Riu)}} · {{WLE-AD-ES\|PL-IB-84009}} · {{Object location dec\|38.99140\|1.57308\|region:ES-IB_type:landmark_dim:270_source:cawiki}} · [[Categoria:Cala Martina]]                               |
| S'Argamassa                                                                            | Arena de gra mitjà i roques, residencial          | 180 x 18               | Santa Eulària des Riu 38° 59′ 31″ N, 1° 34′ 07″ E / 38.99199°N,1.56861°E                         | PL-IB-84010 | {{ca\|S'Argamassa (Santa Eulària des Riu)}} · {{WLE-AD-ES\|PL-IB-84010}} · {{Object location dec\|38.99199\|1.56861\|region:ES-IB_type:landmark_dim:250_source:cawiki}} · [[Categoria:Beaches of Ibiza]]                            |
| Cala Pada                                                                              | Arena fina, residencial                           | 195 x 15               | Santa Eulària des Riu 38° 59′ 36″ N, 1° 33′ 43″ E / 38.99336°N,1.56186°E                         | PL-IB-84011 | {{ca\|Cala Pada (Santa Eulària des Riu)}} · {{WLE-AD-ES\|PL-IB-84011}} · {{Object location dec\|38.99336\|1.56186\|region:ES-IB_type:landmark_dim:270_source:cawiki}} · [[Categoria:Cala Pada]]                                     |
| Platja des Niu Blau o s'Estanyol                                                       | Arena fina, graves i roques, residencial          | 140 x 20               | Santa Eulària des Riu 38° 59′ 34″ N, 1° 33′ 10″ E / 38.99270°N,1.55265°E                         | PL-IB-84012 | {{ca\|Es Niu Blau (Santa Eulària des Riu)}} · {{WLE-AD-ES\|PL-IB-84012}} · {{Object location dec\|38.99270\|1.55265\|region:ES-IB_type:landmark_dim:250_source:cawiki}} · [[Categoria:Platja des Niu Blau]]                         |
| Sa Caleta                                                                              | Arena, natural                                    | 100 x 20               | Santa Eulària des Riu 38° 59′ 28″ N, 1° 32′ 57″ E / 38.991045°N,1.549200°E                       | PL-IB-84013 | {{ca\|Sa Caleta (Santa Eulària des Riu)}} · {{WLE-AD-ES\|PL-IB-84013}} · {{Object location dec\|38.991045\|1.549200\|region:ES-IB_type:landmark_dim:300_source:cawiki}} · [[Categoria:Beaches of Ibiza]]                            |
| Platja de Santa Eulària i Platja del riu de Santa Eulària o s'Hort Davall              | Arena i graves, urbà                              | 295 x 30               | Santa Eulària des Riu 38° 59′ 00″ N, 1° 32′ 04″ E / 38.98326°N,1.53438°E                         | PL-IB-84014 | {{ca\|Platja de Santa Eulària (Santa Eulària des Riu)}} · {{WLE-AD-ES\|PL-IB-84014}} · {{Object location dec\|38.98326\|1.53438\|region:ES-IB_type:landmark_dim:1300_source:cawiki}} · [[Categoria:Platja de Santa Eulària]]        |
| Es Recó de s'Alga o Caló de s'Alga                                                     | Arena, semiurbà                                   | 110 x 20               | Santa Eulària des Riu 38° 58′ 28″ N, 1° 31′ 53″ E / 38.97446°N,1.53142°E                         | PL-IB-84015 | {{ca\|Es Recó de s'Alga (Santa Eulària des Riu)}} · {{WLE-AD-ES\|PL-IB-84015}} · {{Object location dec\|38.97446\|1.53142\|region:ES-IB_type:landmark_dim:225_source:cawiki}} · [[Categoria:Beaches of Ibiza]]                      |
| Cala Llonga                                                                            | Arena fina, residencial                           | 220 x 80               | Santa Eulària des Riu 38° 57′ 10″ N, 1° 31′ 10″ E / 38.9527°N,1.5195°E                           | PL-IB-84016 | {{ca\|Cala Llonga (Santa Eulària des Riu)}} · {{WLE-AD-ES\|PL-IB-84016}} · {{Object location dec\|38.9527\|1.5195\|region:ES-IB_type:landmark_dim:1100_source:cawiki}} · [[Categoria:Cala Llonga]]                                  |
| Cala Olivera                                                                           | Arena, natural                                    | 30 x 25                | Santa Eulària des Riu 38° 56′ 02″ N, 1° 30′ 10″ E / 38.93397°N,1.50268°E                         | PL-IB-84017 | {{ca\|Cala Olivera (Santa Eulària des Riu)}} · {{WLE-AD-ES\|PL-IB-84017}} · {{Object location dec\|38.93397\|1.50268\|region:ES-IB_type:landmark_dim:300_source:cawiki}} · [[Categoria:Beaches of Ibiza]]                           |